# Fleurines
Fleurines – miejscowość i gmina we Francji, w regionie Hauts-de-France, w departamencie Oise.
Według danych na rok 1990 gminę zamieszkiwały 1494 osoby, a gęstość zaludnienia wynosiła 125 osób/km² (wśród 2293 gmin Pikardii Fleurines plasuje się na 186. miejscu pod względem liczby ludności, natomiast pod względem powierzchni na miejscu 325.).